# Услар
Услар (њем. Uslar) град је у њемачкој савезној држави Доња Саксонија. Једно је од 12 општинских средишта округа Нортхајм. Према процјени из 2010. у граду је живјело 15.100 становника. Посједује регионалну шифру (AGS) 3155012.

## Географски и демографски подаци
Услар се налази у савезној држави Доња Саксонија у округу Нортхајм. Град се налази на надморској висини од 178 метара. Површина општине износи 113,4 km². У самом граду је, према процјени из 2010. године, живјело 15.100 становника. Просјечна густина становништва износи 133 становника/km².

## Међународна сарадња
| Мјесто     | Држава | Врста сарадње | Од    |
| ---------- | ------ | ------------- | ----- |
|            | Пољска | партнерство   | 1999. |
| Кертеминде | Данска | партнерство   | 1985. |
| Извор      |        |               |       |